# Entufado
Tapaculo-entufado-comum, entufado-preto ou entufado, também conhecido como bigodudo (nome científico: Merulaxis ater), é uma espécie de ave da família dos tapaculos, um notável exemplo de endemismo Neotropical denominada Rhinocryptidae.
Ocorre na Mata Atlântica do sudeste do Brasil. Está se tornando rara devido à perda de habitat, principalmente as florestas das áreas altas em que ocorre, entre os estados da Bahia e do Paraná, incluindo os estados de Minas Gerais, São Paulo, Espírito Santo e Rio de Janeiro.

## Taxonomia

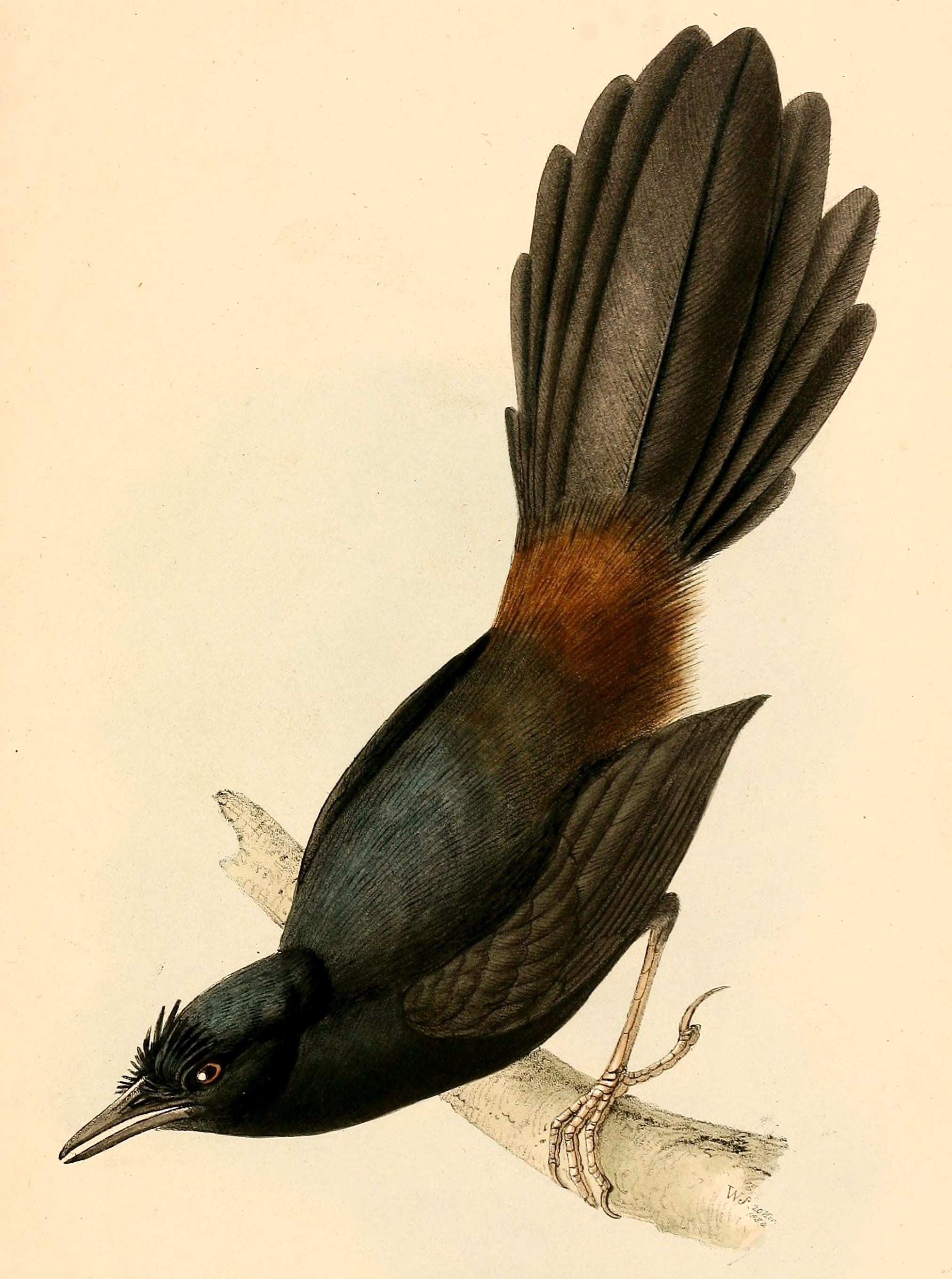
Ilustração de um entufado macho

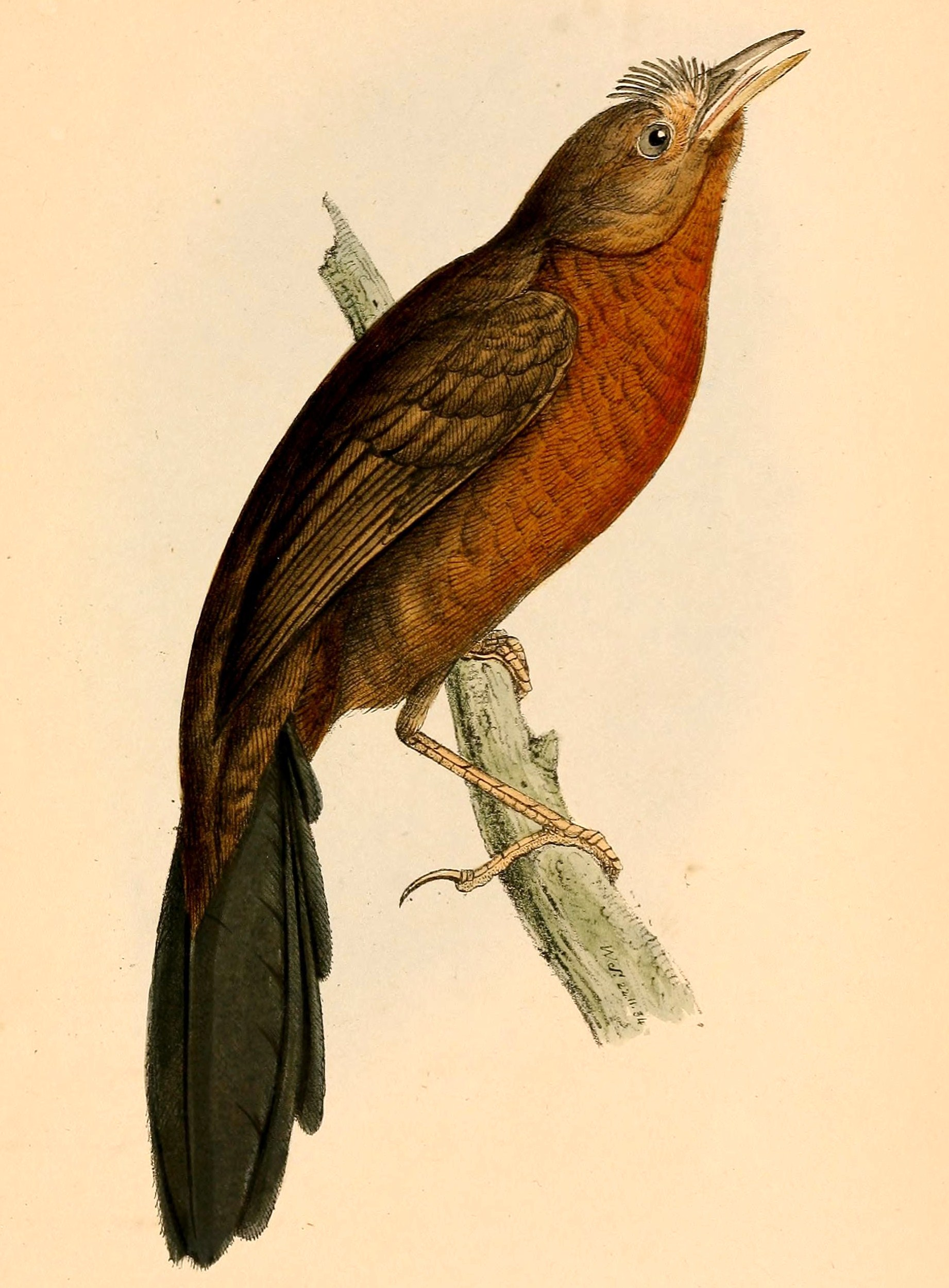
Ilustração de um entufado fêmea

O entufado e o entufado-baiano (Merulaxis stresemanni) formam uma superespécie, e as duas podem na verdade ser uma só espécie. Não possui subespécies.

## Descrição
Sua parte frontal mede 18,5 cm (7,3 pol) de comprimento. O macho pesa 37,2 g (1,31 oz) e a fêmea pesa 33 g (1,2 oz). O macho é principalmente cinza-azulado escuro. A parte inferior das costas é marrom-escura e os flancos, a clavícula e a cauda são pretos. A fêmea é sobretudo castanha, mais clara na garganta e no peito. Ambos os sexos têm uma crista de penas curtas e rígidas que ficam eretas na base do bico e na testa.
É bem parecido com o entufado-baiano.

## Distribuição e habitat
O entufado é encontrado apenas no sudeste do Brasil, em uma faixa estreita próxima à costa atlântica do Espírito Santo ao sul até Santa Catarina. Pode ter ocorrido anteriormente mais ao norte, no sul da Bahia.
É uma ave que vive nas florestas úmidas tanto nas planícies quanto nas montanhas. Em alguns locais, é encontrada em elevações tão baixas quanto 100 m (330 pé) mas mais tipicamente seu limite inferior é de 400 m (1 300 pé). Na parte norte de sua cordilheira, é encontrada apenas nas montanhas, com altitudes de até 1 800 m (5 900 pé).

## Comportamento

### Dieta
Pouco se sabe sobre sua dieta. É conhecida por forragear aos pares, embora não muito próximos, no solo e na vegetação rasteira.

### Reprodução
No Rio de Janeiro, observou-se que o ninho era construído por ambos os pais, que usavam galhos, folhas estreitas e caules de folhas com um forro de líquen. O ninho foi colocado em uma toca aproximadamente horizontal de pelo menos 1,24 m (4,1 pé) de comprimento em um banco de terra.

## Conservação
Em 2016, a União Internacional para a Conservação da Natureza (IUCN) a classificou como uma "espécie quase ameaçada." A IUCN observou que sua população é moderadamente pequena e que está diminuindo em decorrência da perda de habitat. Acredita-se que, sem medidas para conservar a espécie, tal declínio deve continuar.